# Mycomya livida
Mycomya livida är en tvåvingeart som först beskrevs av Dziedzicki 1885.  Mycomya livida ingår i släktet Mycomya och familjen svampmyggor. Arten har ej påträffats i Sverige. Inga underarter finns listade i Catalogue of Life.